# Baltazar de Moraes de Antas

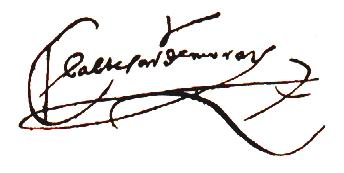
Assinatura de Baltazar de Moraes de Antas

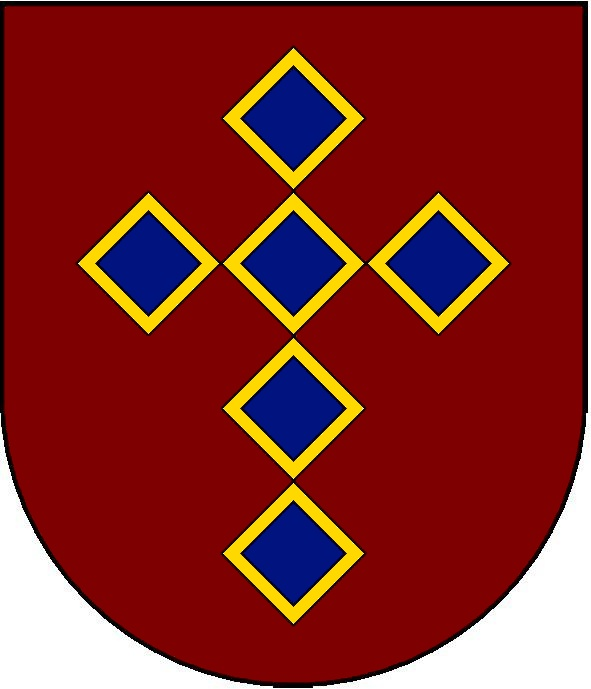
Brasão de armas da família Antas

Baltazar de Moraes de Antas, natural de Mogadouro em Portugal, nascido por volta de 1535, falecido em data anterior a 1600, moço de Câmara da Casa Real, foi um dos antigos moradores da cidade de São Paulo. Em 1556 já residia na Capitania, estando no Rio de Janeiro, onde foi fiador do tabelião Gaspar Rodrigues Góes. Se estabeleceu em São Paulo, e em 1572 esteve em ajuntamento. Entrando em 1578 para a pauta, foi eleito Juiz Ordinário para o ano de 1579, tendo, porém, sua eleição contestada, por motivos que se desconhecem, mas tomou posse em 30 de janeiro de 1579, por ter o ouvidor Tristão de Oliveira decidido a seu favor. Nos primeiros meses desse ano esteve ausente da vila, por ter "ido pera o reino", sendo substituído em 19 de abril por Domingos Dias. Baltazar então se achava em sua terra natal, tratando de seu processo de justificação de nobreza, possivelmente para ter reconhecido alguma benesse, como o fez anos depois seu filho Pedro de Moraes de Antas, e seu neto Francisco Velho de Moraes, para que se guardasse "todas as liberdades e privilégios que por bem dos instrumentos que mostrou se lhe concede pelas ordenações e leis de sua majestade". Em Portugal vai até sua terra natal, para tirar um instrumento de pureza de sangue, e de comprovação de filiação, e em 11 de setembro de 1579, em Mogadouro, apresentou petição para se fazer provas de paternidade, quando pediu o mesmo instrumento que pertencia ao seu irmão Belchior de Moraes de Antas. Baltazar em seu caminho de volta ao Brasil, faz reconhecer os documentos em diversas vilas de Portugal e do Brasil, em 14 de novembro de 1579 reconhece os documentos em Mogadouro; em 23 de novembro em Torre de Moncorvo; em 5 de dezembro em Muxagata; em 10 de dezembro em Mirandela; em 11 de dezembro em Vila Pouca; em 15 de dezembro obtém certidão de reconhecimento dos sinais no Porto; em 17 de junho de 1580, no Funchal, na Ilha da Madeira, faz justificação dos instrumentos; e por fim, em 23 de novembro de 1580, na Bahia, faz os mesmos reconhecimentos de sinais. Esta é a última notícia que se tem de Baltazar, e ele nunca registrou os documentos em São Vicente, e nem há mais notícias dele em São Paulo, o que indica que aí não mais voltou a estabelecer-se. Os papéis, como mencionado, só foram registrados pela primeira vez pelo seu filho Pedro de Moraes de Antas, em 1600, onde é declarado que Baltazar já era falecido.
É o patriarca da tradicional família Moraes de São Paulo, e dentre seus incontáveis descendentes se destacam vários membros da nobreza do Brasil Império, e também ex-presidentes da república.

## Relações familiares
Foi filho de Pedro de Moraes (c. 1500), escrivão da Câmara e das sisas de Mogadouro, no reinado de D. João III e de Inês Navarro de Antas (c. 1512), neto paterno de Francisco Rodrigues de Moraes, e neto materno de Nuno Navarro e de Isabel Mendes de Antas (c. 1492). Segundo Manuel José da Costa Felgueiras Gaio em sua obra Nobiliário de Famílias de Portugal, foi Baltazar casado com Maria da Fonseca, no entanto, esta era a esposa de seu irmão Belchior de Moraes de Antas.
Casou-se com Beatriz Rodrigues Anes, filha de Joane Anes Sobrinho e Maria Gonçalves, tiveram 6 filhos cuja descendência é descrita por Luiz Gonzaga da Silva Leme em sua obra Genealogia Paulistana no Vol. VII, Tít. Moraes:
- Pedro de Moraes de Antas, casado com Leonor Pedroso, filha de Estêvão Ribeiro (Baião Parente) e de sua mulher Madalena Fernandes;[10]
- Baltazar de Moraes de Antas, o moço, casado com Inês Rodrigues, filha de Domingos Gonçalves da Maia e de sua 2ª mulher Mécia Rodrigues;[11]
- Ana de Moraes de Antas, casada 1ª vez com Pantaleão Pedroso, irmão de Leonor Pedroso supra, e 2ª vez com Francisco Velho;[12]
- Isabel de Moraes, casada com Luís Fernandes, o velho;[13]
- Antônia de Moraes, casada com Manuel de Soveral;[14]
- Maria de Moraes, que em 1590 teve como procurador, o marido de sua irmã Manuel de Soveral, sem mais notícias.[15]